# Публій Клодій Пульхр
Публій Клодій Пульхр (лат. Publius Clodius Pulcher; 93 до н. е./92 до н. е. — 18 січня 52 до н. е.) — політичний діяч Римської республіки.

## Життєпис
Походив з патриціанського роду Клавдіїв. Син Аппія Клавдія Пульхра, консула 79 до н. е.
У 73 до н. е. звинувачував Луція Катіліну в перелюбстві з весталкою Фабією, але процес закінчився виправданням обвинувачених, після чого Клодій змушений був залишити місто. У 68—67 до н. е. був легатом Луція Лукулла на Сході, під час чого організував заколот армії в Нізібісі. Після цього перейшов на службу до Квінта Марція Рекса на посаду префекта флоту. Тут потрапив у полон до піратів і був звільнений за викуп.
Згодом вирушив до Антіохії, де брав участь у війні сирійців з арабами. У 65 до н. е. звинувачував Луція Катіліну в здирництві. Але той знову був виправданий завдяки хабарю, даному Клодієві, або ж, обидві сторони від початку перебували у змові поміж собою.
У 64 до н. е. як військовий трибун служив у Трансальпійській Галлії під командуванням Луція Мурени. У 63 до н. е. надав Цицерону низку послуг під час придушення змови Катіліни. У 62 до н. е. здійснив святотатство, в жіночій сукні проникнувши на свято Доброї Богині, куди допускалися лише жінки. Потому відбувся судовий розгляд, протягом якого проти Клодія надали свідчення Луцій Лукулл і Марк Цицерон. Процес закінчився у 61 до н. е. виправданням підсудного, ймовірно, завдяки підкупу суддів.
У 61—60 до н. е. як квестор Клодій знаходився на Сицилії. У 59 до н. е. за підтримки тріумвірів домігся свого переходу до плебейського стану (шляхом усиновлення Фонтеєм) і був обраний на посаду народного трибуна на 58 до н. е.
За час своєї каденції впровадив низку законодавчих заходів, здійснюючи політику популярів. Було прийнято закони про: безкоштовну роздачу хліба; обмеження права обнунціації, встановленого законами Елія і Фуфія; відновлення колегій; обмеження влади цензорів; позбавлення вогню та води будь-якої людини, яка стратить римського громадянина без вироку суду (цей закон був спрямований проти Цицерона); заслання Цицерона; надання консулам Габінію та Пізону провінцій Сирія та Македонія; приєднання до республіки Кіпру та повернення вигнанців до Візантія (обидва завдання були доручені Катонові); дарування галацькому тетрарху Брогітару титулу царя і жрецтва в пессінунтському храмі Матері богів; кримінальні злочини.
У 57 до н. е. допоміг втекти з Риму вірменському царевичу Тиграну, якого Гней Помпей тримав як заручника. Через своє втручання в східні справи увійшов в конфлікт з Помпеєм і підозрювався в організації замаху на нього. Разом зі своїм супротивником Титом Анніем Мілоном виступав одним із головних ініціаторів масових заворушень на вулицях Риму, створював озброєні банди зі своїх прибічників. Того ж року спалив храм Німф і зірвав Аполлонові ігри. Був притягнутий Мілоном до суду за насильство, але уникнув засудження.
У 56 до н. е. був обраний курульним едилом. У свою чергу, безуспішно намагався притягнути Мілона до суду. Водночас протидіяв Помпею і нападав на Цицерона й Катона. Після наради тріумвірів у Луці знову замирився з Помпеєм.
Домагався посади претора на 52 до н. е., в той час як його ворог Мілон балотувався в консули на цей же рік. Консульські вибори неодноразово відкладалися (особливо цьому спряв народний трибун Тит Мунацій План Бурса), передвиборна кампанія супроводжувалася масовими заворушеннями й сутичками озброєних прихильників кандидатів. Друг Цицерона, Тит Анній Мілон, що тоді зібрав навколо себе юрби гладіаторів, рішуче виступив проти Клодія. Коли в 53 до н. е. останній почав домагатися претури, а Мілон — консулату, то противники влаштовували на вулицях Риму цілі битви. Можливо, 18 січня 52 до н. е. Клодія було нагло вбито прихильниками Мілона у стихійній сутичці біля Бовілл. Зрештою, вибори не відбулися, і Рим на початку 52 до н. е. залишився без консулів і преторів.
Також існує версія, нібито 20 січня 52 до н. е. Мілон зустрів Клодія на Аппієвій дорозі, між ними виникла бійка, під час якої Клодія було поранено. Його перенесли в найближчий заїжджий двір, але за наказом Мілона знову винесли і вбили на вулиці. Труп за розпорядження наближеного Клодія — Секста Клелія — було доправлено до Риму і спалено на форумі збудженою черню, при цьому від полум'я згоріло кілька споруд: його поховання викликало нову хвилю хаосу та насильства в Римі, внаслідок чого й було знищено будівлю сенату та базиліку Порції.

## Родина
Дружина — Фульвія
Діти:
- Клавдія Пульхра — римська матрона, перша дружина імператора Октавіана Августа
- Публій Клавдій Пульхр — претор 31 р. до н. е.